# Conferència de l'ONU sobre el Canvi Climàtic 2009

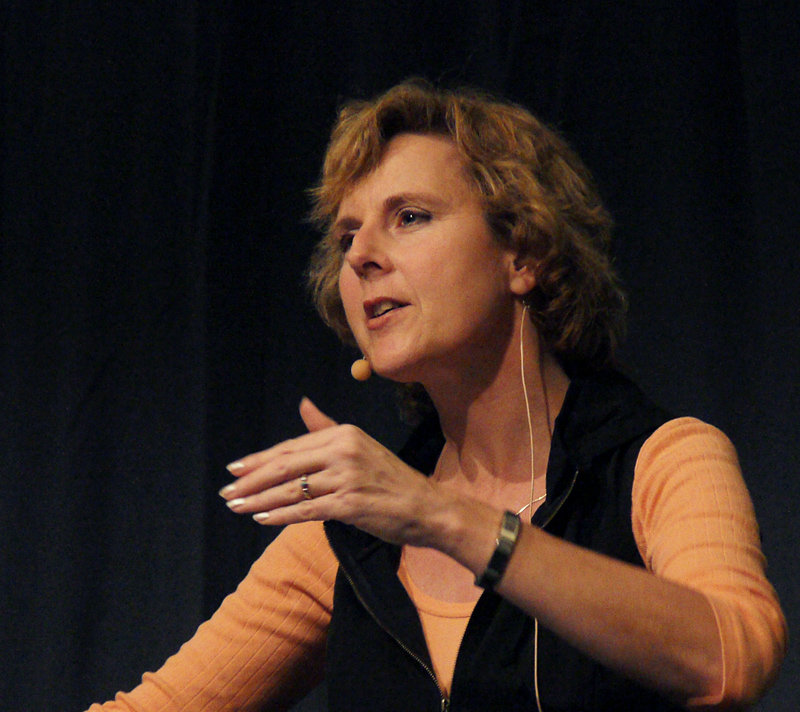
Connie Hedegaard, expresidenta de Conferència de l'ONU sobre el canvi climàtic a Copenhaguen.

La conferència de l'ONU sobre el canvi climàtic 2009 (COP15) fou una trobada al Bella Center de Copenhaguen (Dinamarca), del 7 al 18 de desembre de 2009, entre d'Estats reconeguts a l'Organització de les Nacions Unides amb l'objectiu de debatre noves mesures per aturar el canvi climàtic.
La conferència inclou la 15a conferència de partits (COP 15) a l'entorn de la reunió de treball sobre el canvi climàtic de les Nacions Unides i la 5a trobada de partits (COP/MOP 5) per al protocol de Kyoto. En relació al full de ruta de Bali, durant aquesta trobada s'ha d'acordar una línia de treball per a la mitigació del canvi climàtic per abans del 2012. La conferència està precedida per una trobada de científics sota el títol "El canvi climàtic: riscos globals, reptes i decisions", que es va celebrar el març de 2009 també al Bella Center.

## Objectius
L'objectiu de la conferència, segons els organitzadors, és "la conclusió d'un acord jurídicament vinculant sobre el clima, vàlid en tot el món, que s'apliqués a partir de 2012".
L'objectiu final (a llarg termini) és la reducció mundial de les emissions de CO₂ en almenys un 50 % el 2050 respecte a 1990, i per aconseguir-ho els països s'han de marcar objectius intermedis. Així, els països industrialitzats hauran de reduir les seves emissions de gasos amb efecte d'hivernacle entre un 25 % i un 40 %, respecte als nivells de 1990, l'any 2020 i haurien d'assolir una reducció entre el 80 % i el 95 % per a 2050.
En la cimera es van reunir els millors experts en medi ambient, els ministres o caps d'estat i organitzacions no governamentals dels 192 països membres de la CMNUCC. Aquesta va ser l'última conferència per preparar el període post-Kyoto. Va ser la primera vegada que els Estats Units van participar, sent aquests els únics que no han firmat la ratificació del Protocol de Kyoto.

## Preparació
El cicle de negociacions per preparar la cimera de Copenhaguen es va iniciar amb la XIII Conferència de l'ONU sobre canvi climàtic a Bali, del 3 al 15 de desembre de 2007. Altres sessions es van celebrar del 31 de març al 4 d'abril de 2008 a Bangkok (Tailàndia) i del 2 al 13 de juny de 2008 a Bonn (Alemanya). Una tercera conferència sobre el clima va tenir lloc a Accra (Ghana). La reunió, on més de 1.600 participants de 160 països eren presents, va tenir lloc del 21 al 27 d'agost de 2008. L'objectiu d'aquest cicle de negociacions, organitzat per l'ONU, va ser preparar els futurs objectius de reducció de les emissions de gasos amb efecte d'hivernacle (GEH).
La XIV Conferència de l'ONU sobre el canvi climàtic es va iniciar l'1 de desembre de 2008 a Poznań (Polònia), per intentar establir les bases i compromisos del tractat de Copenhaguen. 12.000 delegats de 190 països van adoptar un "full de ruta" per preparar la conferència de Copenhaguen. Alhora, el desembre de 2008, els líders de la Unió Europea es van reunir a Brussel·les i van aconseguir un acord sobre un paquet de mesures per combatre el canvi climàtic, acordant reduir les seves emissions en un 20 % per al 2020.
El març de 2009, milers de científics van ser reunits durant tres dies a Copenhaguen pel Grup Intergovernamental sobre el Canvi Climàtic (GIECC) per revisar les últimes dades i actualitzar la informació científica sobre l'escalfament global.

## Problemàtica

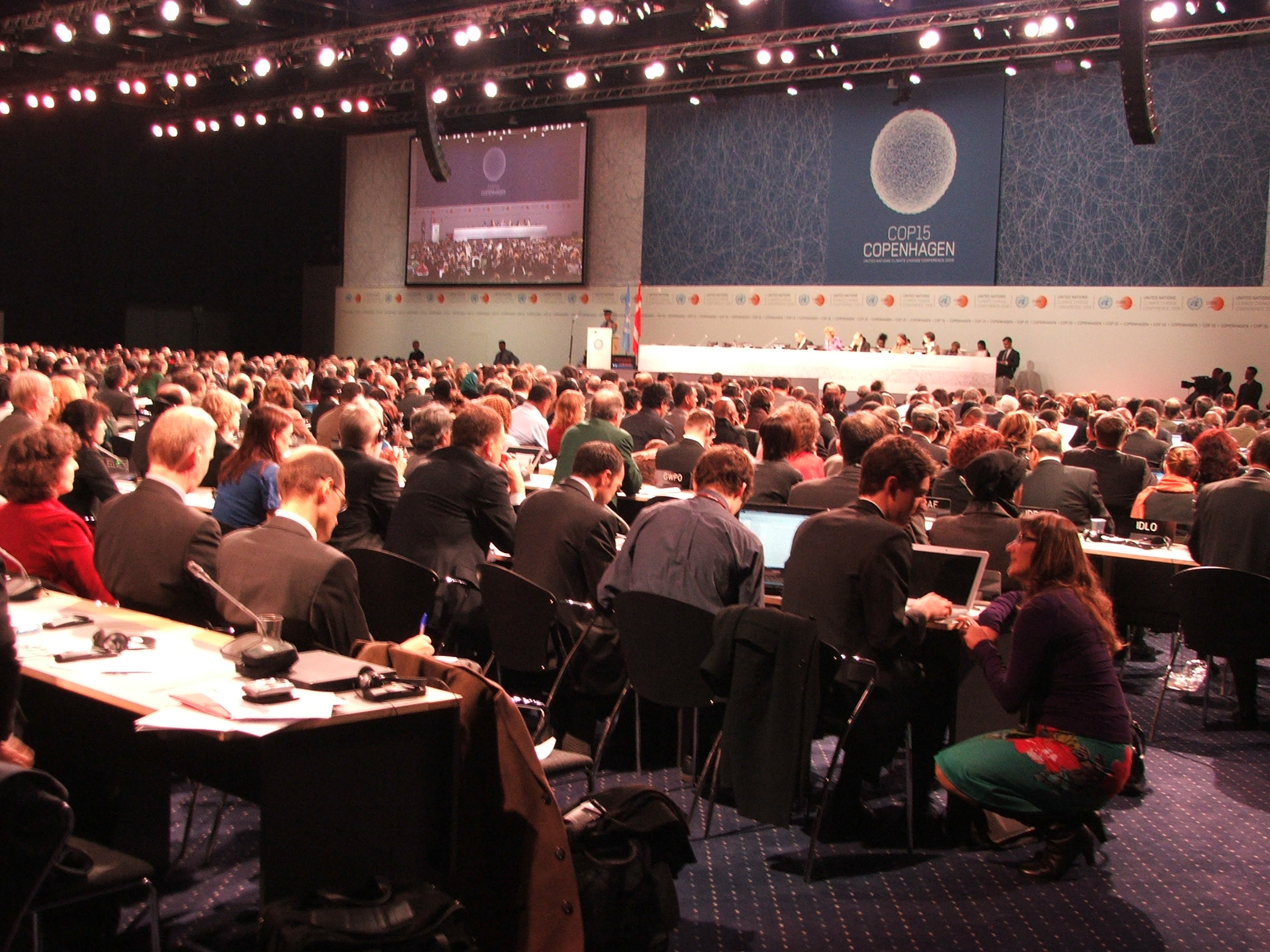
Sessió d'obertura del COP15.

Les primeres negociacions per preparar la conferència van provocar una divisió entre la visió dels països desenvolupats i la de les nacions en desenvolupament. Els majors problemes de les negociacions abans de la conferència eren:
- La reducció de les emissions de carboni dels països desenvolupats. Durant el 2007 la Unió Europea va anunciar un pla de reducció de les seves emissions de CO2 en un 20 % per al 2020 (adoptat el 2008), però cap altre país no havia expressat fites concretes per a una reducció. Tanmateix, el nou president dels EUA Barack Obama també va anunciar la seva intenció de què Estats Units redueixi les seves emissions, i va decidir participar en la cimera,[11] mentre que George Bush havia decidit el 2001 retirar-se del Protocol de Kyoto. Una vegada elegit, Barack Obama es va comprometre a reduir les emissions als nivells de 1990, i va anunciar la seva intenció de buscar una reducció del 80 % per a 2050.[12] També Obama va prometre fortes inversions en fonts renovables d'energia.[13][14][15][16][17] Tanmateix, els països en desenvolupament i els països més pobres van exigir més esforços de part dels Estats Units i que els països desenvolupats retallin més dràsticament les seves emissions de gasos.

- Quant a la reducció de les emissions dels països en vies en desenvolupament, el dilema era el de com promoure el creixement econòmic sense perjudicar el medi ambient. El punt de vista d'aquests països era que la major part del canvi climàtic està alimentat per la demanda dels països rics; per això consideren que és injust penalitzar-los per l'ús de combustibles fòssils per fabricar béns que es consumin als països rics. Tanmateix, certs països en desenvolupament es van comprometre també a imposar-se objectius de reducció. El març de 2009, Mèxic va ser el primer país en desenvolupament en proposar una meta per reduir les seves emissions, amb l'objectiu de disminuir en un 50% les seves emissions de gasos amb efecte d'hivernacle per a 2050.[18][19][20] Dos mesos abans de la cimera, el setembre de 2009, la Xina va anunciar un pla en el qual va proposar reduir la intensitat dels seus emissions.[21][22] El novembre de 2009, el Brasil va proposar reduir les emissions derivades de la desforestació, que és la principal font d'emissions de gasos amb efecte d'hivernacle, en un 80% el 2020.[23]

- La cooperació per ajudar els països pobres. L'ONU considera que el món occidental hauria d'ajudar els països pobres a preparar-se per a les conseqüències del canvi climàtic; per això va crear un Fons d'Adaptació, un paquet financer dissenyat per ajudar els països en desenvolupament a protegir les seves economies contra l'impacte potencial del canvi climàtic.[24] El problema és que els països desenvolupats no volen finançar aquest pla, encara que la Unió Europea va anunciar un acord per donar 7.200 milions d'euros fins a 2012 als països en vies de desenvolupament perquè lluitin contra el canvi climàtic. En el cas d'Espanya, l'ajuda als països pobres, segons va anunciar el president del Govern, José Luis Rodríguez Zapatero, serà de 375 milions d'euros en els tres anys.[25] Suècia ha compromès 800 milions d'euros, Itàlia 600 i Països Baixos 300 milions d'euros. El financer filantrop George Soros ha proposat mobilitzar 150.000 milions de les reserves del FMI -els Special Drawing Rights- a fi d'ajudar els països pobres a adaptar-se al canvi climàtic.

## Fase prèvia, desenvolupament i negociacions
Per a la cimera sobre el clima de Copenhaguen el desembre de 2009, l'ONU va convocar a 192 països per acordar un límit a les emissions de gasos amb efecte d'hivernacle per al període entre 2012 i 2020. Aquest període de compromís havia de succeir el període 2008-2012, acordat en el protocol de Kyoto. Les negociacions entre els països per limitar emissions en aquesta Conferència de Copenhaguen van ser lentes segons va manifestar el setembre de 2009 el secretari general de l'ONU, Ban Ki-moon.
El setembre de 2009, gairebé un centenar de caps d'estat i de govern van participar en el que va servir de preparació de la conferència Copenhaguen, en la 64a Assemblea General de les Nacions Unides dedicada al canvi climàtic. La 64a Assemblea General de les Nacions Unides va servir per conèixer la posició en la negociació de Copenhaguen dels països que són grans emissors de GEI i que encara no són compromesos amb un programa de limitació d'emissions. Aquests països en poden representar en aquests moments més del 50% de les emissions totals:

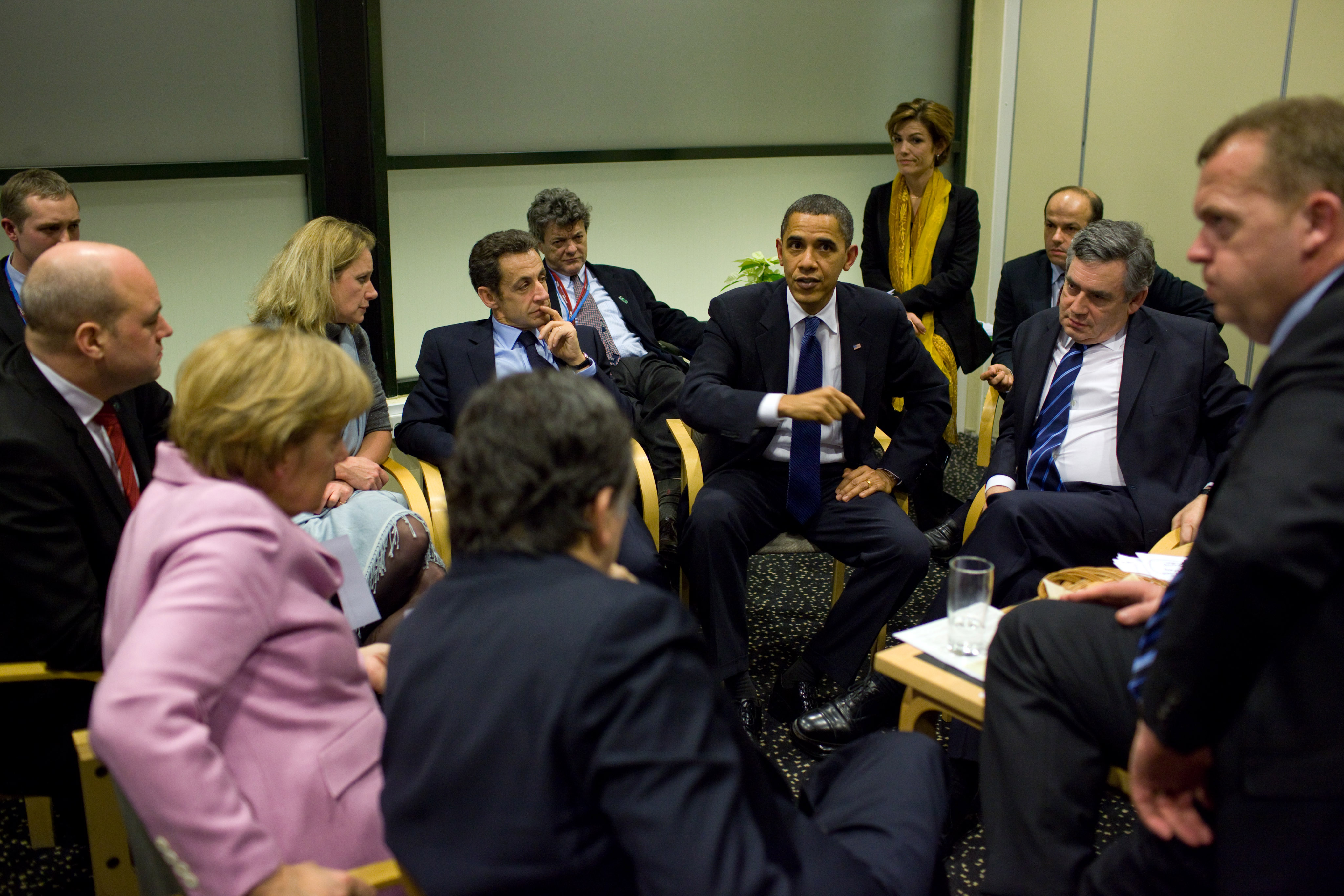
Barack Obama amb reunit amb els líders europeus presents a la cimera.

- El president dels EUA, Barack Obama, en el seu discurs del 22 de setembre de 2009 en la Cimera sobre Canvi Climàtic en l'ONU, va assenyalar que "l'amenaça del canvi climàtic és seriosa, és urgent i està augmentant. La història jutjarà la resposta de la nostra generació a aquest desafiament, perquè si no li fem front -de manera audaç, ràpida i conjunta- arrisquem lliurar-los a generacions futures una catàstrofe irreversible […] tots els pobles -la nostra prosperitat, la nostra salut, la nostra seguretat- estan en perill. I se'ns està acabant el temps per revertir aquesta tendència […] durant massa anys, la humanitat s'ha demorat per respondre o fins i tot reconèixer la magnitud de l'amenaça del clima. Aquest també és el cas del nostre propi país. Ho reconeixem […] els països desenvolupats que han causat tant dany en el nostre clima durant l'últim segle tenen la responsabilitat de ser líders […] Per aquests països en desenvolupament i de ràpid creixement que produirà gairebé tot l'augment en les emissions mundials de carboni en les pròximes dècades també han de posar de la seva part […] serà necessari que es comprometin a mesures internes enèrgiques i a complir amb els esmentats compromisos, d'igual manera que els països desenvolupats deuen complir."[28]

- El president de la Xina, Hu Jintao, va anunciar en la cimera de l'ONU sobre canvi climàtic, que el seu país intentarà la reducció d'emissions de CO2 per unitat de PIB per a 2020 respecte al nivell de 2005 i el desenvolupament d'energia renovable i nuclear assolint un 15 % d'energia basada en combustibles no fòssils.[29]

- L'Índia, un dels majors emissors dels països en vies de desenvolupament, estava disposada a aprovar un pla nacional però no a firmar objectius vinculants de reducció d'emissions per combatre un problema que van crear els països rics, segons una declaració del seu ministre de Medi Ambient.[26]

La conferència es va desenvolupar des del 7 al 18 de desembre de 2009. Un primer esborrany de l'acord es va donar a conèixer el divendres 11 de desembre on eren les intencions d'un possible acord que no es va aconseguir posteriorment. La majoria de les dades es trobaven entre parèntesis el que significava que encara no estaven acordades. L'esborrany plantejava que les emissions de CO2 l'any 2050 havien de reduir-se en tot el món a la meitat dels nivells existents el 1990 i pretenia que es fixés un valor intermedi a complir el 2020. L'objectiu de l'acord també era entre parèntesis, encara que durant tot l'any 2009, diverses conferències científiques i polítiques havien demanat que l'escalfament global es mantingués per sota de dos graus Celsius. Per a això els països desenvolupats s'haurien de plantejar una reducció del 75 % (en altres opcions fins al 95 %), mentre que per als països en desenvolupament l'esborrany sol·licitava "desviacions substancials" sobre les seves taxes actuals de creixement d'emissions. Segons Kim Carstensen de l'organització WWF en aquell moment es desconeixia quants diners s'aportarien per compensar els països en desenvolupament i qui pagaria aquests diners. Segons Erwin Jackson del The Sydney Morning Herald encara faltava un tractat jurídicament vinculant que inclogués als EUA i als grans països en desenvolupament com ara la Xina i l'Índia.
Els països del G8 ja van acordar entre ells el juliol del 2009 limitar l'augment de la temperatura a 2 °C respecte als nivells preindustrials. Tanmateix a iniciativa dels petits països insulars, que perillen si es produís un augment generalitzat del nivell del mar per un desglaç massiu dels pols, un centenar de nacions en desenvolupament van sol·licitar que el límit s'establís en 1,5 °C.
En la primera setmana de la cimera es van produir dures manifestacions creuades entre els dos principals emissors mundials de CO₂, la Xina i els Estats Units. El segon dia, el cap adjunt de la delegació de la Xina va dir que els retalls d'emissions per al 2020 oferts pels EUA, la UE i el Japó eren insuficients i que era fonamental per a èxit de la conferència tant l'objectiu dels Estats Units sobre reducció d'emissions com el suport financer dels Estats Units a les nacions en desenvolupament. Todd Stern, el principal negociador nord-americà, va assenyalar el tercer dia que la Xina estava augmentant les seves emissions de forma espectacular i que la Xina no podia quedar-se al marge de l'acord i que l'objectiu dels EUA era una reducció de 17 % el 2020 respecte al nivell de 2005 (segons van denunciar els xinesos equivalia a una reducció d'un 1 % sobre el nivell de 1990). Stern va fer una crida a l'ONU per recaptar 10 bilions de dòlars per finançar en el període 2010-2012 l'adaptació a curt termini als països vulnerables.

## Acord final

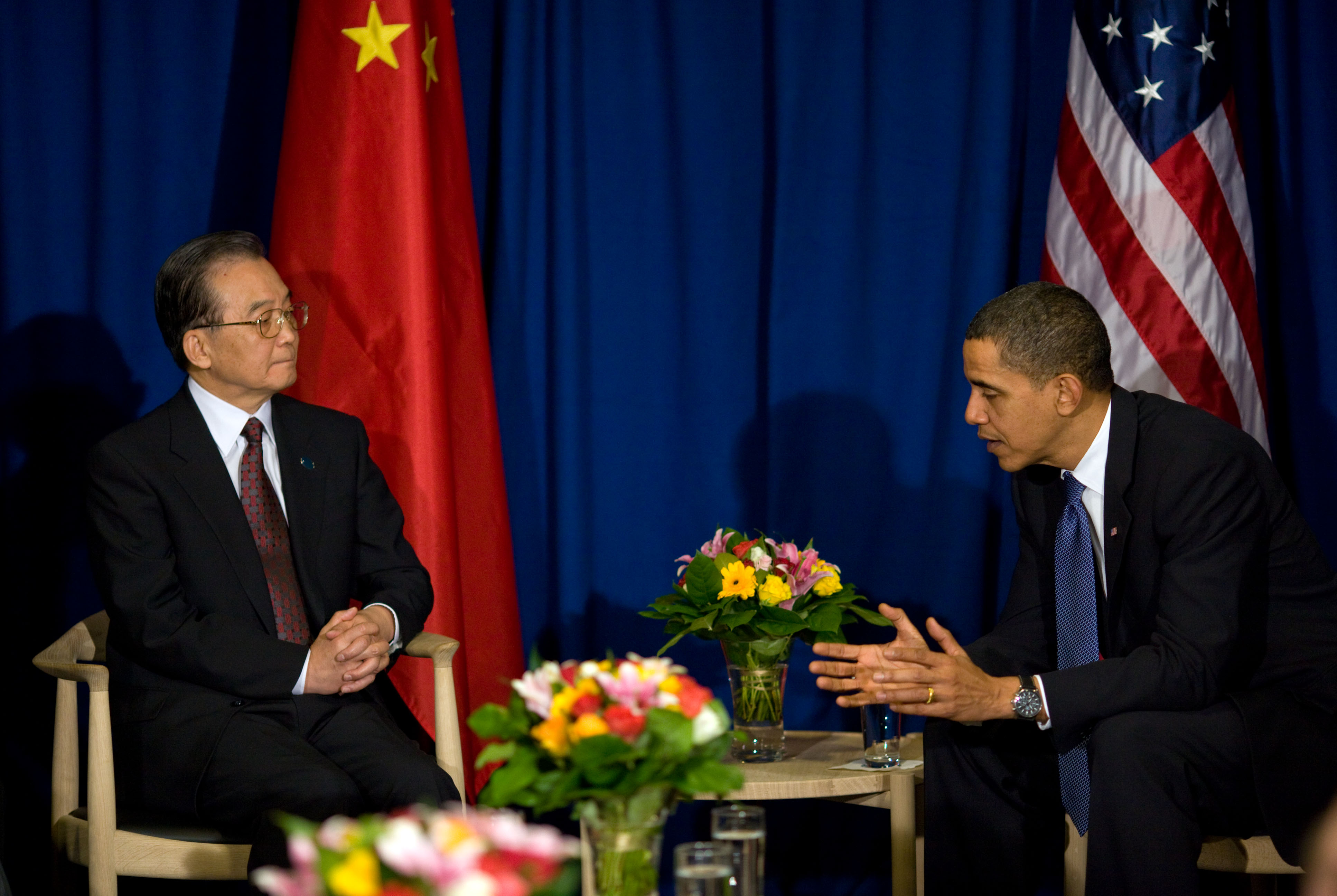
Reunió bilateral a la COP15 entre Barack Obama i el primer ministro xinès Wen Jiabao. Ambdós països són els majors emissors de gasos amb efecte d'hivernacle, conjuntament van suposar el 2007 el 41% de les emissions mundials.

En l'última nit de la cimera es va gestar l'acord final entre quatre grans països emergents i els Estats Units en una reunió convocada pel primer ministre de la Xina Wen Jiabao en què van participar els presidents de l'Índia, el Brasil i Sud-àfrica, incorporant-se després el president dels Estats Units. La delegació índia va proposar un tractat no vinculant que seguís el model de l'Organització Mundial del Comerç on cada país declarés les seves emissions. Després d'arribar a l'acord a porta tancada, Barack Obama ho va comunicar a la Unió Europea, que el va acceptar. El text té sol tres folis i inclou de forma orientativa la reducció d'emissions que cada país ha presentat a la cimera; les reduccions definitives han d'estar clares l'1 de febrer de 2010. El pacte no inclou la verificació d'emissions que rebutjava la Xina. La transparència es limitarà a un sistema "internacional d'anàlisi i consultes" per definir, establint-se que cada país comunicarà les seves emissions a l'ONU respectant-se la sobirania nacional. Les reduccions d'emissions que es facin amb diners internacionals sí que estaran subjectes a un complet sistema de comprovació. La Xina ha declarat que no volia diners internacionals, ja que no desitjava veure's subjecta a un sistema comptable internacional. L'ambaixador brasiler va manifestar que EUA exigia la transparència dels països en desenvolupament. Obama va dir que el sistema de consultes per definir "dirà molt del que fa falta saber" i que "actualment ja podem saber molt del que ocorre en un país amb imatges de satèl·lit".
L'acord manté l'objectiu que la temperatura global no pugi més de dos graus Celsius. Sobre quan les emissions hauran d'assolir seu màxim sol es diu que "l'abans possible" i no s'estableixen objectius per a 2050. Tampoc no s'ha inclòs la recomanació de la GIECC que les emissions dels països desenvolupats s'haurien de reduir per a 2020 entre un 25% i un 40% sobre el nivell que tenien el 1990.
L'acord assolit entre els Estats Units, la Xina i uns altres 27 països no va ser acceptat per unanimitat en la conferència, ja que el van rebutjar alguns països com Cuba, Bolívia o Nicaragua. Per això els delegats del ple de la Conferència de l'ONU sobre Canvi Climàtic van renunciar a votar-lo i van acordar una fórmula de "prendre coneixement" del document.
L'Aliança Bolivariana per les Amèriques (ALBA) es va fer sentir fortament per mitjà d'Hugo Chávez i Evo Morales, qui units en l'ALBA van aconseguir que l'acord, quedés en un no-res.
Renunciant a la unanimitat, el plenari de la conferència climàtica només va poder assumir un document de mínims, sense valor, que va postergar per a 2010 els "deures climàtics", entre ells la fixació de metes de reducció d'emissions contaminants per a les nacions riques.
El pacte assolit no serà oficial, ja que la Convenció de Canvi Climàtic funciona per consens i l'oposició d'un sol país impedeix l'adopció de l'acord. El portaveu del G77, el sudanès Lumumba Di-Aping, va mostrar la seva indignació: "Un acord que augmenti la temperatura dos graus Celsius suposa que a l'Àfrica pujarà 3,5 i destruirà les nostres economies i el nostre poble".

## Crítiques i reaccions

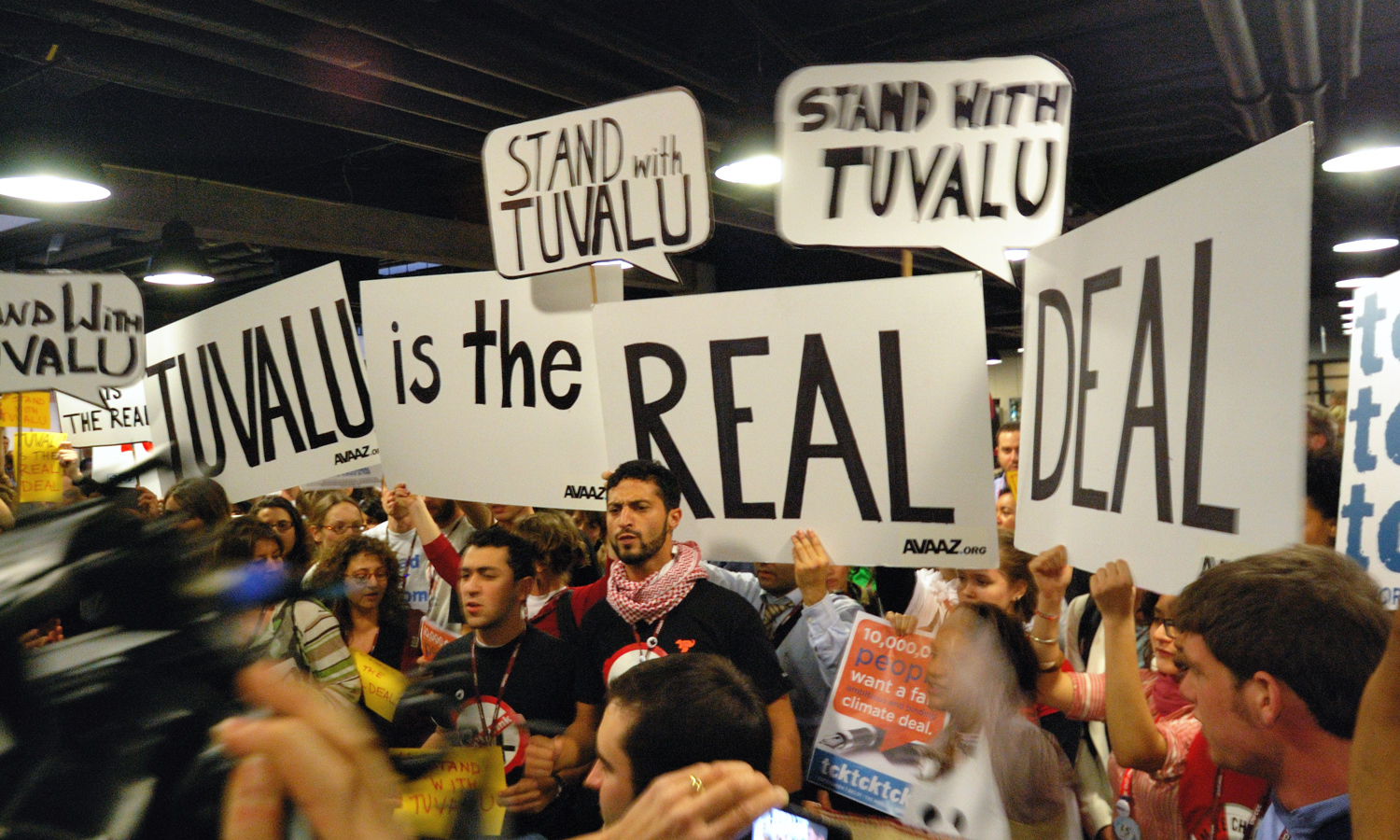
Manifestació d'un grup de tuvalians.

Malgrat el consens final entre els Estats Units, la Xina, l'Índia, el Brasil i Sud-àfrica, van sorgir dubtes sobre l'abast del que es va aconseguir en aquesta reunió. Barack Obama va declarar haver assolit un "avenç significatiu", però la majoria dels mitjans van assenyalar que l'acord aconseguit distava bastant del que esperaven l'ONU i els científics. De fet, segons els organitzadors (la Unió Europea), l'objectiu inicial de la cimera era aconseguir un acord legalment exigible. Al final es va aconseguir que els Estats Units i les economies emergents oferissin un projecte de reduir les emissions perquè l'augment de la temperatura no sobrepassi els 2 °C, però sense un pla clar sobre com dur a terme aquest objectiu.
- Els representants de la Xina es van declarar satisfets per l'acord.[41] En canvi, Nicolas Sarkozy, president de França, que s'havia compromès per arribar a un acord vinculant, va declarar: "El text que tenim no és del tot perfecte".[42] Brasil també va expressar el seu desil·lusió.[43] Barack Obama va dir que l'acord assolit a Copenhaguen era modest, però va insistir que pot constituir-se en la base per a negociacions més ambicioses.[44] Molts països, incloent els d'Europa i els que estan en període de desenvolupament van criticar la falta de resultats, criticant especialment els Estats Units i la Xina per no haver assolit un acord vinculant que limiti les emissions de carboni. Els països en via de desenvolupament, en particular països d'Amèrica Llatina, que van criticar a Obama,[45] insistiren que les nacions industrialitzades eren responsables de la majoria de la contaminació i que haurien de pagar la major part del cost per mitigar els efectes.

- La majoria dels moviments ecologistes i organitzacions no governamentals presents en la conferència de Copenhaguen van expressar la seva desil·lusió, advertint que l'acord aconseguit era insuficient. Van condemnar que no hi hagi objectius per als retalls de carboni i no acord sobre un tractat legalment vinculant.[46][47] Sobre la creació d'un fons global de 100.000 milions de dòlars finançat pels països rics per combatre el canvi climàtic als països pobres, el sol assoliment concret, alguns crítics van dir que aquesta xifra era insuficient.

- La continuació de les negociacions: Estats Units va declarar que la lluita contra el canvi climàtic havia de seguir. Igualment la Unió Europea es mostrava optimista davant el progrés que es pogués aconseguir en el 2010. De fet, una reunió estava prevista a Mèxic l'any 2010 (COP16). Pocs dies abans de la COP15, Felipe Calderón i els representants de Mèxic en la cimera van declarar que els països havien d'establir a Copenhaguen les bases per permetre l'elaboració d'un futur acord definitiu, esperant que aquest nou tractat sigui firmat a finals de 2010, durant la XVI Conferència sobre Canvi Climàtic (COP16), que se celebrarà a Mèxic.